# Ajoz Films
Ajoz Films ou A.J.O.Z. Films est une société française de production cinématographique fondée en 1981 à Paris par Ariel Zeitoun. Elle est située dans la Cité du Cinéma de Luc Besson.
La société a été créée le 23 septembre 1982 et placée en liquidation judiciaire le 6 mars 2018.

## Histoire
En 1981, Ariel Zeitoun crée Ajo Films en hommage à ses trois enfants, initialement. Arrive le quatrième prénommé Zacharie, en 1993, la société devient alors Ajoz Films.

## Filmographie
- 1997 : Une femme très très très amoureuse d'Ariel Zeitoun
- 2000 : L'Extraterrestre de Didier Bourdon
- 2002 : Gangsters d'Olivier Marchal
- 2003 : Père et Fils de Michel Boujenah
- 2004 : Blueberry, l'expérience secrète de Jan Kounen
- 2004 : D'autres mondes de Jan Kounen
- 2006 : Bandidas de Joachim Roenning et Espen Sandberg
- 2006 : L'Ivresse du pouvoir de Claude Chabrol (coproduction)
- 2006 : Trois Amis de Michel Boujenah
- 2007 : Le Dernier Gang d'Ariel Zeitoun
- 2011 : Colombiana d'Olivier Megaton
- 2012 : Operación E de Miguel Courtois (coproduction)
- 2013 : Angélique d'Ariel Zeitoun